# Михайлов, Леонид Григорьевич
Леонид Григорьевич Михайлов — советский и таджикистанский математик, академик АН Таджикистана (1987).

## Биография
Родился 28 февраля 1928 г. в с. Михайловка Миякинского района Башкирской АССР. В 1934 году с родителями переехал в город Регар (Турсунзаде).
Окончил Казанский университет (1950).
Работал в Таджикском госуниверситете им. В. И. Ленина.
В 1952—1956 гг. исследовал задачу Римана (сопряжения), на эту тему в 1956 г. защитил кандидатскую диссертацию (руководитель Ф. Д. Гахов).
Привлёк к научной работе способных студентов, среди которых А. Д. Джураев — будущий академик АН Таджикской ССР, Н. Раджабов — профессор, зав. кафедрой ТГУ, И. X. Сабитов — будущий доцент МГУ, А.В.Абросимов — будущий доцент ННГУ.
С 1959 г. заведующий сектором математики отдела физики и математики Математического института (до 1973 ВЦ) Академии наук Таджикской ССР.
В 1963 г. вышла его монография «Новый класс особых интегральных уравнений и его применения к дифференциальным уравнениям с сингулярными коэффициентами», ставшая основой докторской диссертации, защищённую в 1964 г. в СО АН СССР.
В 1967 г. утверждён в учёном звании профессора, с 1968 г. член-корреспондент, с 1987 академик АН Таджикской ССР.
Его третья монография «Некоторые переопределённые системы уравнений в частных производных с двумя неизвестными функциями» издана в 1986 г.
Ввёл и изучил новый класс особых (сингулярных) интегральных уравнений, ядра которых являются однородными функциями.
Заслуженный деятель науки РТ, лауреат Государственной премии имени Абуали ибн Сино за 2007 г.
Умер 15 марта 2017 года.